# Czarne, Tỉnh West Pomeranian
Czarne [ˈt͡ʂarnɛ] (tiếng Đức: Neuenhagen) là một ngôi làng thuộc khu hành chính của Gmina Płoty, thuộc quận Gryfice, West Pomeranian Voivodeship, ở phía tây bắc Ba Lan.
Nó nằm khoảng 6 kilômét (4 mi) phía đông nam Płoty, 18 km (11 mi) phía nam Gryfice và 62 km (39 mi) về phía đông bắc của thủ đô khu vực Szczecin.